# Cuiseaux
Cuiseaux település Franciaországban, Saône-et-Loire megyében. Lakosainak száma 1853 fő (2022. január 1.). Cuiseaux Digna, Chevreaux, Champagnat, Dommartin-lès-Cuiseaux és Le Miroir községekkel határos.

## Népesség
A település népességének változása:
| Lakosok száma | 1880 | 1870 | 1877 | 1829 | 1841 | 1829 | 1825 | 1837 | 1853 |
|               | 2013 | 2015 | 2016 | 2017 | 2018 | 2019 | 2020 | 2021 | 2022 |